# Paul Oakenfold
Paul Mark Oakenfold (ur. 30 sierpnia 1963 w Londynie) – brytyjski DJ i producent muzyczny. Z wykształcenia jest kucharzem. Uznawany za ikonę muzyki klubowej, jako jeden z pierwszych spopularyzował ten typ muzyki. Mimo ukończenia 50 lat – po ponad 30 latach kariery nadal jest aktywnym producentem i didżejem. Oakenfold uznawany jest za jednego z najdroższych DJ-ów świata (średnio 25 000 funtów za występ).
Uważany za legendę muzyki klubowej; uznawany jest za jedną z pierwszych osób, które zaczęły propagować house na wyspach brytyjskich.

## Życiorys
Paul Oakenfold zaczął tworzyć muzykę w połowie lat 80. W 1989 roku Oakenfold i Steve Osborne podjęli się produkcji płyty formacji The Happy Mondays pt. Pills'N'Thrills And Bellyaches. Wydany w 1990 roku krążek przyniósł producentom nagrodę Brit. Oakenfold udowodnił, że możliwe jest łączenie rockowych gitar z tanecznymi podkładami.
W roku 1993 razem ze Steve'em Osborne'em i wokalistką Dominique Atkins założył zespół Grace, pionierski pod względem łączenia muzyki trance z partiami wokalnymi. Ich wielki przebój "Not Over Yet" dotarł do 6. miejsca brytyjskiej Top 40 i na szczyt Hot Dance Club Play w USA. Stał się także chętnie remiksowany i wielokrotnie nagrywany w nowych wersjach, przez innych wykonawców (np. zespół Klaxons w roku 2007 jako "It's Not Over Yet").
Nagrania Paula Oakenfolda chętnie wykorzystują producenci filmów i seriali. W 2001 roku muzyk napisał oryginalną ścieżkę dźwiękową do amerykańskiego filmu akcji w reżyserii Dominica Seny Kod dostępu (Swordfish). Natomiast jego utwór "Dread Rock" znalazł się na ścieżce dźwiękowej filmu Matrix: Reaktywacja (2003).
Oakenfold jest autorem wielu remiksów takich zespołów i artystów jak U2, The Cure, Depeche Mode czy Madonna. W 1990 roku założył własną wytwórnię Perfecto Records. Pierwszy solowy album wydał dopiero w 2002 roku. Do nagrania płyty Bunkka zaprosił takich artystów jak Perry Farrell z formacji Jane’s Addiction, Shifty Shellshock z Crazy Town, Ice Cube, Tricky, czy Nelly Furtado. Drugi studyjny album Oakenfolda, A Lively Mind, ukazał się w roku 2006. Promował go przebojowy singel "Faster Kill Pussycat", nagrany przy współudziale amerykańskiej aktorki Brittany Murphy.
Został wybrany "najpopularniejszym DJ-em świata" według DJ Magazine w latach 1998 i 1999, a w latach 1997 i 2000 był w tym prestiżowym notowaniu drugi.
W Polsce Paul Oakenfold wystąpił 7 czerwca 2003 roku w Atrium budynku Focus w Warszawie w ramach finału konkursu Heineken Music Thirst. 7 grudnia 2007 roku wystąpił w klubie W-Z Wrocław we Wrocławiu. W 2009 roku został gościem specjalnym koncertu Madonny w Warszawie. 6 czerwca 2012 wystąpił na festiwalu Planeta Born to Party w Poznaniu, natomiast 1 sierpnia tego samego roku ponownie zagrał w Warszawie w ramach dziewiątej trasy koncertowej Madonny – MDNA Tour, promującej dwunasty album studyjny piosenkarki, zatytułowany "MDNA".
Muzyk prowadzi swoją własną audycję radiową Planet Perfecto Show, emitowaną w internetowym radiu Digitally Imported. 16 stycznia 2012 ukazała się pierwsza kompilacja z serii „We Are Planet Perfecto” pt. We Are Planet Perfecto Vol. 1 z utworami emitowanymi w tej audycji. 10 sierpnia 2012 roku została wydana druga kompilacja We Are Planet Perfecto Vol. 2, poświęcona amerykańskiej muzyce klubowej.
W listopadzie tego samego roku napisał dwie piosenki "Woman's World" i "Collide" dla amerykańskiej piosenkarki Cher.
9 sierpnia 2013 roku miała miejsce premiera trzeciej kompilacji We Are Planet Perfecto, Vol. 3 – Vegas to Ibiza. W tym samym roku artysta zrealizował utwór "Venus (Ibiza Edition)" dla amerykańskiej raperki Azealii Banks.
20 czerwca 2014 roku ukazał się trzeci album studyjny artysty, zatytułowany Trance Mission, zawierający zupełnie nowe aranżacje najsłynniejszych utworów elektronicznej muzyki tanecznej. 24 października tego samego roku wydany został czwarty album kompilacyjny We Are Planet Perfecto Volume 4.
20 marca 2015 roku na rynku muzycznym ukazało się wydawnictwo 25 Years of Perfecto Records, stanowiące podsumowanie 25-letniej działalności wytwórni Perfecto Records. 9 października tego samego roku została wydana piąta kompilacja z serii „We Are Planet Perfecto” pt. We Are Planet Perfecto Volume 5 – Back to My House.

## Dyskografia

### Albumy studyjne
- 2002: Bunkka
- 2006: A Lively Mind
- 2014: Trance Mission

### Kompilacje
- 1994: Goa Mix
- 1994: Journeys By DJ 5: Journey Through The Spectrum
- 1995: A Voyage into Trance
- 1996: Perfecto Fluoro
- 1997: Fantazia Presents the House Collection 6
- 1997: Cream Anthems 97
- 1997: Global Underground 004
- 1998: Tranceport
- 1998: Global Underground 007
- 1999: Resident: Two Years of Oakenfold at Cream
- 2001: Perfecto Presents: Travelling
- 2000: Perfecto Presents: Another World
- 2000: Essential Selection Vol. 1 (z Fatboy Slimem)
- 2001: Swordfish (soundtrack)
- 2001: Perfecto Presents Ibiza
- 2003: Perfecto Presents: Great Wall
- 2004: Creamfields
- 2005: Perfecto Presents: The Club
- 2007: Greatest Hits & Remixes, Vol. 1
- 2008: Anthems UK Edition
- 2009: Perfecto: Vegas
- 2010: The Goa Mix 2011
- 2011: Never Mind The Bollocks... Here's Paul Oakenfold
- 2011: We Are Planet Perfecto Volume 1
- 2012: We Are Planet Perfecto Volume 2
- 2013: We Are Planet Perfecto Volume 3 – Vegas to Ibiza
- 2014: We Are Planet Perfecto Volume 4
- 2015: 25 Years of Perfecto Records
- 2015: We Are Planet Perfecto Volume 5 – Back to My House

### Remiksy
- 1986: DJ Jazzy Jeff & The Fresh Prince – "Girls Ain't Nothing but Trouble (Laidley & Oakenfold Mix)"
- 1988: Ofra Haza – "Ya Hilwi (Lover Come Back) (Acid House Mix)"
- 1989: Happy Mondays – "Hallelujah (The Oakenfold Remix – Edit) & (Club Mix)"
- 1989: Happy Mondays – "Rave On (Club Mix)"
- 1989: Cry Sisco! – "Afro Dizzi Act (Paul Oakenfold's "Raid Mix")"
- 1989: Happy Mondays – "W.F.L ("Think About the Future" – The Paul Oakenfold Mix)"
- 1989: Izit – "Stories (The Mellow Mix)"
- 1989: Amina – "Belly Dance (Land of Oz Mix)"
- 1990: Max Q – "Sometimes (Land of Oz Mix) & (Land of Oz Instrumental Mix)"
- 1990: Jesus Loves You – "One On One (Oakenfold Edit)"
- 1990: Solid Gold Easy Amex feat. Red Box – "Enjoy (Paul Oakenfold Future Mix)"
- 1990: The Cure – "Close to Me (Closer Mix) & (Closest Mix)"
- 1990: Lynda Law – "I Don't Want Your Love (Land of Oz Edit)"
- 1990: Pleasure – "Please (Future Mix) & (Future Dub)"
- 1990: Jesus Loves You – "Generations of Love (Oakenfold Mix), (Land of Oz 12" Mix) & (Future Dub)"
- 1990: Frazier Chorus – "Nothing (7" Edit), (Land of Oz Mix) & (Future Mix)"
- 1990: The Shamen – "Pro›gen (Land of Oz Mix)"
- 1990: Cabaret Voltaire	– "Keep On (Land of Oz Mix)"
- 1990: The Strings of Love – "Nothing Has Been Proved (Land of Oz Mix)"
- 1990: Sunsonic – "Kind of Loving (Land of Oz Remix)"
- 1990: INXS – "Suicide Blonde (Milk Mix)"
- 1991: Simply Red – "Something Got Me Started (Perfecto Mix)"
- 1991: Frazier Chorus – "Cloud 8 (Future Mix) & (Raid Mix)"
- 1991: Massive Attack – "Unfinished Sympathy (Paul Oakenfold Mix), (Oakie's Mix) & (Paul Oakenfold Instrumental Mix)"
- 1991: Massive Attack – "Safe from Harm (Perfecto Mix)"
- 1991: Gary Clail & On-U Sound System – "The Emotional Hooligan (Paul Oakenfold's Mix)"
- 1991: The Shamen – "Move Any Mountain (I.R.P. in the Land of Oz) & (Oz Edit)"
- 1991: U2 – "Mysterious Ways (The Perfecto Mix)"
- 1991: Yo Yo Honey – "Get It On (Perfecto Mix)"
- 1991: Yo Yo Honey – "Groove On (Perfecto Mix)"
- 1991: Happy Mondays – "Step On (US Dub Mix)"
- 1991: Alison Limerick – "Come Back (For Real Love) (Perfecto Mix)"
- 1991: Gary Clail & On-U Sound System – "Escape (On the Mix)"
- 1991: Gary Clail & On-U Sound System – "Human Nature (There's Something Wrong with Me), (There's Something Wrong with Me Mix), (On the Mix) & (On the Mix Edit)"
- 1992: Happy Mondays – "Bob's Yer Uncle (Paul Oakenfold Remix)"
- 1992: Simply Red – "Freedom (How Long? Mix)"
- 1992: U2 – "Even Better Than the Real Thing (Sexy Dub Mix) & (The Perfecto Mix)"
- 1992: Deacon Blue – "Your Town (Perfecto Mix)"
- 1992: Neneh Cherry – "Money Love (The Perfecto Mix)"
- 1992: INXS – "Taste It (Oakenfold Milk Mix)"
- 1992: Massive Attack – "Be Thankful (Paul Oakenfold Remix)"
- 1993: U2 – "Lemon (Perfecto Mix),  (Trance Mix), (Paul Oakenfold Mix) & (Paul Oakenfold Jeep Mix)"
- 1993: New Direction – "Run to Me (Trance Mix)"
- 1993: Opus III – "Hand in Hand (Looking for Sweet Inspiration) (Perfecto Mix) & (Perfecto Trance Mix)"
- 1994: Snoop Doggy Dogg – "Doggy Dogg World (Perfecto Mix) & (Perfecto X-Rated Mix)"
- 1994: Tyree – "Acid Over (Remix)"
- 1994: D Ream – "U R The Best Thing (Perfecto Mix) & (Perfecto Radio Mix)"
- 1994: Salt-n-Pepa – "None of Your Business (12" Perfecto Mix) & (Perfecto Radio Mix)"
- 1994: New Order – "World (Perfecto Edit), (Perfecto Mix) & (Sexy Disco Dub)"
- 1994: New Order – "True Faith-94 (Perfecto Mix), (Perfecto Radio Edit) & (Sexy Disco Dub)"
- 1994: Rise – "The Single (Perfecto Mix) & (Perfecto Trance Mix)"
- 1995: Traci Lords – "Fallen Angel (Perfecto Mix) & (Sexy Perfecto Dub)"
- 1995: Virus – "Sun (Oakenfold & Osborne Mix)"
- 1995: Diva – "The Sun Always Shines on TV (Perfecto Mix)"
- 1995: Adeva – "Don't Let It Show On Your Face (Perfecto Mix)"
- 1996: Arrested Development – "Mr Wendal (Perfecto Mix)"
- 1996: The Shamen – "Move Any Mountain 96 (Land of Oz)"
- 1996: BT feat. Vincent Covello – "Loving You More (Oakenfold & Osborne Radio Mix)"
- 1996: U2 – "Salome (Zooromancer Revisted Mix)"
- 1996: U2 – "Lemon (Trance in the Perfecto Mix)"
- 1996: U2 – "Numb (Perfecto Remix Edit)"
- 1996: Sneaker Pimps – "6 Underground (Perfecto Remix)"
- 1996: Mansun – "Wide Open Space (Perfecto Mix)"
- 1996: Alison Limerick – "Where Love Lives (Perfecto Mix)"
- 1997: Duran Duran – "Out of My Mind (Perfecto Radio Mix), (Perfecto Remix), (Perfecto Instrumental), (Perfecto Dub 1; Dub 2; Dub 3) & (Perfecto Remix Edit)"
- 1997: California Sunshine – "Summer '89 (Oakenfold Edit)"
- 1997: Robert Owens – "I'll Be Your Friend (Oakenfold Edit) & (Oakenfold Radio Edit of Original Def Mix)"
- 1997: The Shamen – "Move Any Mountain '96 (I.R.P. in the Land of Oz Mix)"
- 1997: Juno Reactor – "Jungle High (Oakenfold Edit)"
- 1997: Skunk Anansie – "Brazen (Weep) (Perfecto Mix)"
- 1997: Hurricane No. 1 – "Step Into My World (The Perfecto Mix)"
- 1997: Sneaker Pimps – "6 Underground (Perfecto Mix) & (Perfecto Vocal + Dub)"
- 1997: The Crystal Method – "Busy Child (Paul Oakenfold Remix)"
- 1997: Olive – "You’re Not Alone (Paul Oakenfold Mix) & (Oakenfold & Osborne Remix)"
- 1998: Sneaker Pimps – "Roll On (Fold Mix)"
- 1998: Electra	– "Jibaro (Dance with Me '98 Remix) & (Paul Oakenfold '98 Remix)"
- 1998: England United – "(How Does It Feel to Be) On Top of the World? (Paul Oakenfold Remix)"
- 1998: Amoeba Assassin – "Rollercoaster (Oaky's Courtyard Mix) & (Oakey's Courtyard Mix)"
- 1998: Cyclone Tracy – "Balla Con Il Ritmo (Paul's Cut)"
- 1998: The Smashing Pumpkins – "Perfect (Perfecto Mix)"
- 1999: Dave Seaman – "Back to Mine (Perfecto Dub)"
- 1999: Giorgio Moroder – "The Chase (Paul Oakenfold Mix)"
- 1999: 21st Century Girls – "21st Century Girls (Paul Oakenfold Techno Rock Mix)"
- 1999: Jan Johnston – "Flesh (Paul Oakenfold Edit)"
- 1999: Skip Raiders feat. Jada – "Another Day (Perfecto Remix), (Perfecto Dub), (Perfecto Trance Mix), (Radio Mix) & (Perfecto Remix Edit)"
- 1999: Direct Motion – "The Host of Seraphim (Paul Oakenfold Remix)"
- 1999: Grace – "Not Over Yet (Planet Perfecto Mix)"
- 2000: Moby – "Natural Blues (Perfecto Remix)"
- 2000: U2 – "Beautiful Day (The Perfecto Mix), (The Perfecto Dub) & (Paul Oakenfold Perfecto Mix)"
- 2000: Mansun – "I Can Only Disappoint U (Perfecto Club Mix)"
- 2000: Radiohead – "Street Spirit (Paul Oakenfold 'Euphoric Trance Mix')"
- 2000: Led Zeppelin – "Babe I'm Gonna Leave You (Quivver Remix)"
- 2001: Afrika Bambaataa & Soulsonic Force – "Planet Rock (Swordfish Mix) & (Swordfish Radio Edit)"
- 2001: Madonna – "What It Feels Like for a Girl (Paul Oakenfold Perfecto Mix)"
- 2001: Muse – "New Born (Paul Oakenfold's Perfecto Remix) & (Paul Oakenfold Mix)"
- 2001: Dirty Vegas – "Days Go By (Paul Oakenfold Vocal Remix)"
- 2001: Mansun – "Wide Open Space (Perfecto Mix)"
- 2001: Jan Johnston – "Unafraid (Paul Oakenfold Mix)"
- 2001: Radiohead – "Street Spirit (Fade Out) (Oakenfold Versus Wasp Attack Remix)"
- 2001: Maryam Mursal – "Somali Udiida Ceb/Somalia, Don't Shame Yourself (Paul Oakenfold Mix)"
- 2001: N*E*R*D feat. Paul Harvey & Vita – "Lapdance (Paul Oakenfold Swordfish Mix)"
- 2001: PPK – "ResuRection (The Perfecto Edit)"
- 2002: Incubus – "Are You In (Paul Oakenfold Remix)"
- 2002: David Arnold – "James Bond Theme (Bond vs. Oakenfold)"
- 2002: Adam F feat. Lil' Mo – "Where's My..? (Paul Oakenfold Remix)"
- 2002: James Newton Howard – "Signs (Paul Oakenfold Remix 1; Remix 2) & (Paul Oakenfold Vocal Remix)"
- 2002: Jan Johnston – "Silent Words (Paul Oakenfold Radio Edit)"
- 2002: P.O.D. – "Satellite (Oakenfold Remix)"
- 2003: Justin Timberlake – "Rock Your Body (Oakenfold Remix)"
- 2003: Dave Matthews Band – "When the World Ends (Oakenfold Remix)"
- 2003: Elvis Presley – "Rubberneckin' (Paul Oakenfold Remix)"
- 2003: The Faint – "Glass Danse (Paul Oakenfold Remix)"
- 2003: Jennifer Lopez – "I'm Glad (Paul Oakenfold Perfecto Remix)"
- 2003: Madonna – "American Life (Oakenfold Downtempo Remix), (Oakenfold Radio Edit W/o Rap) & (Paul Oakenfold Mix Edit)"
- 2003: Madonna – "Hollywood (Oakenfold Full Remix) & (Oakenfold 12" Dub)"
- 2003: Crazy Town – "Hurt You So Bad (Paul Oakenfold Remix)"
- 2003: Björk – "Pagan Poetry (Paul Oakenfold Remix)"
- 2003: Layo & Bushwacka! – "Deep South (Oakenfold Remix)"
- 2003: Orbital – "The Box (Paul Oakenfold Remix)"
- 2003: Michael Jackson – "One More Chance (Paul Oakenfold Mix), (Paul Oakenfold Pop Mix) & (Paul Oakenfold Urban Mix)"
- 2003: Underworld – "Born Slippy Nuxx (Paul Oakenfold Mix) & (Paul Oakenfold 2003 Mix)"
- 2003: Depeche Mode – "It's No Good (Paul Oakenfold Remix)"
- 2004: The Cure – "Out of This World (Oakenfold Mix)"
- 2004: Carlos Vives – "Como Tú (Oakenfold More Vocal Remix), (Oakenfold Dub Remix) & (Paul Oakenfold Radio Edit)"
- 2004: Faultline feat. The Flaming Lips – "The Colossal Gray Sunshine (Paul Oakenfold Remix)"
- 2004: Underworld – "Born Slippery (Paul Oakenfold Remix)"
- 2004: U2 – "Beautiful Day (Paul Oakenfold 2004 Mix)"
- 2004: David Guetta feat. JD Davis – "The World Is Mine (Paul Oakenfold's Downtempo Mix) & (Paul Oakenfold's Downtempo Mix With Sweetie Rap)"
- 2005: Sun – "Ends of the Earth (Paul Oakenfold Club Edit)"
- 2006: Editors – "Camera (Oakenfold Remix)"
- 2006: Justin Timberlake – "My Love (Paul Oakenfold Radio Edit)"
- 2006: Kim Wilde – "Cambodia (Paul Oakenfold Remix)"
- 2006: Madonna – "Sorry (Paul Oakenfold Remix)"
- 2006: Paris Hilton – "Turn It Up (Paul Oakenfold Remix) & (Paul Oakenfold Remix Edit)"
- 2006: Burning Spear – "Never (Club Mix)"
- 2007: Britney Spears – "Gimme More (Paul Oakenfold Remix)"
- 2007: Clint Mansell – "Aeternal (Paul Oakenfold Remix)"
- 2007: The Doors – "L.A. Woman (Paul Oakenfold Remix)"
- 2007: Pirates of the Caribbean – "Jack's Suite (Paul Oakenfold Mix) & (Paul Oakenfold Mix Radio Edit)"
- 2007: Róisín Murphy – "Cry Baby (Paul Oakenfold Mix)"
- 2007: Jamaster A – "Heart of Asia (Paul Oakenfold Remix)"
- 2007: Santana – "Oye Come Va (Paul Oakenfold Radio Edit)"
- 2007: Hans Zimmer – "Jack's Suite (Paul Oakenfold Mix) & (Paul Oakenfold Mix Radio Edit)"
- 2007: PPK – "ResuRection (Perfecto Re-Edits)"
- 2007: Planet Perfecto – "Bullet in the Gun 2000 (Perfecto Re-Edits)"
- 2007: Grace – "Not Over Yet (Perfecto Mix)"
- 2007: Robert Owens – "I'll Be Your Friend (Perfecto Re-Edits)"
- 2007: David Arnold – "James Bond Theme (Oakenfold Mix)"
- 2008: Oakenfold feat. Ryan Tedder – "Not Over (Oakenfold 2008 Remix Edit)"
- 2008: Paula Abdul & Randy Jackson – "Dance Like There's No Tomorrow (Oakenfold Radio Edit), (Oakenfold 12" Mix), (Oakenfold Dub) & (Oakenfold Intrumental)"
- 2008: Madonna – "Give It 2 Me (Oakenfold Extended Remix) & (Paul Oakenfold Edit)"
- 2008: Maroon 5 – "If I Never See Your Face Again (Paul Oakenfold Remix) & (Paul Oakenfold Remix Edit)"
- 2008: Mylène Farmer – "Pourvu Qu'elles Soient Douces (Paul Oakenfold Remix)"
- 2008: Jamaster A – "Merry Christmas Mr. Lawrence (Heart of Asia) (Paul Oakenfold Remix)"
- 2008: Madonna – "Celebration (Oakenfold Remix) & (Oakenfold Remix Dub)"
- 2008: Radiohead – "Everything in Its Right Place (Exclusive New Oakenfold 2008 Remix)"
- 2008: Mark Ronson feat. Daniel Merriweather – "Stop Me (Exclusive New Oakenfold 2008 Remix)"
- 2008: Groove Zone – "Eisbaer (Exclusive New Oakenfold 2008 Remix)"
- 2008: Dirty Vegas – "Days Go By (Paul Oakenfold Vocal Remix)"
- 2008: Joyriders – "Big Brother UK Theme (Oakenfold Mix)"
- 2008: Everything But The Girl – "Missing (Exclusive New Oakenfold 2008 Remix)"
- 2008: Paul Oakenfold – "Southern Sun (Exclusive New Oakenfold 2008 Remix)"
- 2009: Michael Jackson – "Dancing Machine (Paul Oakenfold Remix)"
- 2009: Julien-K – "Spiral (Paul Oakenfold Remix)"
- 2009: Naturi Naughton – "Fame (Paul Oakenfold Remix) & (Paul Oakenfold Instrumental)"
- 2009: Sa Dingding – "Ha Ha Li Li (Paul Oakenfold Remix)"
- 2009: Shwayze – "Get U Home (Paul Oakenfold Remix)"
- 2009: The Space Brothers – "I Still Love You (Oakenfold Dub)"
- 2010: Scorpio Rising – "Dubcatcher (Oakenfold Instrumental Edit)"
- 2010: The Green Children – "Dragons (Paul Oakenfold Remix)"
- 2010: Infected Mushroom feat. Perry Farrell – "Killing Time (Paul Oakenfold Remix)"
- 2010: Sérgio Mendes – "Maracatu Atomico (Paul Oakenfold Club Mix)"
- 2010: Sérgio Mendes – "Emorio (Paul Oakenfold Club Mix)"
- 2010: Robert Vadney – "Fallen Angel's Symphony (Paul Oakenfold Remix)"
- 2010: Massive Attack – "Unfinished Sympathy (Oakenfold 2010 Rework)"
- 2011: Daft Punk – "C.L.U. (Paul Oakenfold Remix)"
- 2011: Planet Perfecto Knights – "ResuRection (Paul Oakenfold Full on Fluoro Mix)"
- 2011: Take That – "Happy Now (Paul Oakenfold Remix) & (Oakenfold Remix Edit)"
- 2011: Oakenfold feat. Tamra – "Maybe It's Over (Perfecto Club Mix)"
- 2011: Nadine Loren – "Blame It on the Rain (Paul Oakenfold Remix)"
- 2011: Nadine Loren – "Head Over Heels (Paul Oakenfold Remix)"
- 2011: Oakenfold feat. Tamra – "Sleep (Perfecto Club Mix)"
- 2012: Spandau Ballet – "Gold (Paul Oakenfold Club Mix), (Paul Oakenfold Dub) & (Paul Oakenfold FMX Remix)"
- 2012: Manufactured Superstars & Jeziel Quintela feat. Christian Burns – "Silver Splits (Paul Oakenfold Remix)"
- 2012: Yahel & Liya – "Creatures (Paul Oakenfold Remix)"
- 2012: Adele – "Rolling in the Deep (Paul Oakenfold Mix)"
- 2012: Bruno Mars – "Locked Out of Heaven (Paul Oakenfold Remix)"
- 2013: Filth & Splendour feat. Marisa – "Gold (Paul Oakenfold Remix)"
- 2013: Tyron Dixon feat. Kodie – "Nothing They Can Tell Me Now (Paul Oakenfold Club Remix)"
- 2013: Duncan Morley – "If Time Runs Out (Paul Oakenfold Radio Edit)"
- 2013: ZZ Ward – "Move Like U Stole It (Paul Oakenfold Radio Edit)"
- 2013: Beatman & Ludmilla – "Bazantar (Paul Oakenfold Remix)"
- 2013: Western Disco feat. Lura – "The Sun (Paul Oakenfold Remix)"
- 2013: Leama – "Requiem for a Dream (Paul Oakenfold Remix)"
- 2014: Korean & Vini – "Feel the Wife Vibe (Paul Oakenfold Remix)"
- 2014: Joyriders – "Chillaxin' in the Club (Paul Oakenfold Remix) & (Paul Oakenfold Radio Edit)"
- 2014: Disfunktion – "Syxe (Oakenfold Edit)"
- 2014: DedRekoning feat. Sophie Ellis-Bextor – "Only Child (Paul Oakenfold Remix)"
- 2014: Paul Oakenfold & Cassandra Fox – "Touch Me (Paul Oakenfold ‘Stateside’ Mix) & (Paul Oakenfold vs Marcellus Wallace Mix)"
- 2014: Markus Schulz feat. Lady V – "Winter Kills Me (Paul Oakenfold Remix)"
- 2014: Paul Oakenfold – "Ibiza (Paul Oakenfold Full on Fluoro Mix) & (Paul Oakenfold Full on Fluoro Mix – Club Edit)"
- 2014: Armin van Buuren – "Communication (Paul Oakenfold Full on Fluoro Mix)"
- 2015: Rui Da Silva feat. Wesley Steed – "Sunrise (Oakenfold Edit)"
- 2015: Harper & Green – "Lost (Oakenfold Edit)"
- 2015: Paul Oakenfold feat. Angela McCluskey – "You Could Be Happy (Paul Oakenfold Future House Mix)"
- 2015: Johnny Yono – "Poison Whispers (Oakenfold Edit)"
- 2015: Hibernate feat. Victoria Gydov – "Lux Tua (Paul Oakenfold Remix)"
- 2015: Paul Oakenfold feat. Tawiah – "Lonely Ones (Paul Oakenfold Future House Remix)"
- 2015: Zack Mia – "Red Planet (Oakenfold Edit)"
- 2015: Philthy Chit – "Reflect (Oakenfold Edit)"
- 2015: DedRekoning feat. Sophie Ellis Bextor – "Only Child (Paul Oakenfold Deep Down Remix)"
- 2015: Greg Downey & Bo Bruce – "These Hands I Hold (Paul Oakenfold Future House Remix)"

### Kompozycje
Filmy
- 2000: Dorwać Cartera
- 2001: Kod dostępu
- 2003: W cieniu K2
- 2004: Appleseed
- 2007: Porwany
- 2007: Vexille
- 2008: Nie ma jak święta
- 2010: Grubsza sprawa
- 2011: Marvel One-Shot: A Funny Thing Happened On The Way to Thor's Hammer
- 2011: Marvel One-Shot: The Consultant

Gry
- 2008: Robert Ludlum’s The Bourne Conspiracy

## Filmografia
- 2002: Żyć szybko, umierać młodo – jako on sam
- 2004: Glitterati – jako DJ

## Życie prywatne
Prywatnie Paul Oakenfold był mężem aktorki Angeli Costy. Para była związana przez 11 lat, z czego przez cztery ostatnie jako małżeństwo.